# Amedei
Amedei  ist ein Schokoladen- und Pralinenhersteller aus Pontedera in der Toskana, der für besondere und hochpreisige Produkte bekannt ist.

## Beschreibung
Das Unternehmen wurde 1990 von den Geschwistern Alessio und Cecilia Tessieri gegründet. Es gewinnt regelmäßig Preise für seine Kreationen.
Die dunkle Amedei Porcelana gilt oft als teuerste Schokolade der Welt, zum Beispiel im Guinness-Buch der Rekorde mit ca. 15 € für 100 g. Die hierbei verwendeten hellen „Porcelana“-Kakaobohnen (eine Unterart der „criollo“) kommen  aus Venezuela; die Pflanzen sind nicht so krankheitsresistent wie die der Massenware und die Bohnen daher besonders teuer. Die Amedei Porcelana wird auch für das teuerste Eis der Welt, das 1000 $ Golden Opulence Sundae verwendet.